# Liste des groupes de reconnaissance de division d'infanterie
Les groupes de reconnaissance étaient des unités formant corps de la cavalerie française en 1939-1940 qui ont participé à l'offensive de la Sarre, au Plan jaune et à la bataille de France.

## Missions
Ces GRDI, dans leur formule de 1939-1940, ont su remplir utilement et glorieusement leurs missions de reconnaissance et de couverture, et quel que fut leur destin, les commandants de corps d'armée et de divisions d’infanterie ont pu s’appuyer fermement et sans craintes sur leur groupe de reconnaissance pour la protection et la manœuvre de leurs grandes unités.

## Règle de numérotage
Le numérotage des GRDI n’avait en général aucun rapport avec celui de la grande unité de rattachement (GUR), exception faites des GR des divisions coloniales, des divisions d’infanterie d’Afrique et des divisions d’infanterie nord-africaines, ces GRDI recevant le numéro caractéristique de leur grande unité de rattachement.

Les GRDI, portant un numéro supérieur à 100 ont été constitués pour être affectés aux nouvelles grandes unités créées au cours de 1940.

## Numérotation
De 1 à 7
- 7 GRDI du type motorisé, avec[1] ou sans[2] automitrailleuses, rattachés aux divisions d’infanterie motorisée

De 11 à 70
- 52 GRDI du type normal et affectés :
  - Au nombre de 35, 
    - de 11 à 46 aux divisions d’infanterie dites de Série A[3].

  - Au nombre de 17, 
    - de 51 à 70 aux divisions d'infanterie dites de Série B[4].

De 71 à 78
- 8 GRDI rattachés aux divisions d’infanterie coloniale

De 80 à 89
- 14 GRDI rattachés aux divisions d’infanterie d’Afrique ou marocaines[5]

De 91 à 98
- 8 GRDI rattachés aux divisions d’infanterie nord-africaines

De 121 à 129
- 9 GRDI rattachés aux divisions légères d'infanterie[6]

De 180 à 192
- 7 GRDI rattachés à des divisions d’infanterie ou des divisions d’infanterie d’Afrique [7]

## Liste de GRDI
| Nom          | Type                                    | Centre mobilisateur                   | Unité de formation                                                                                                  | Rattachement                                                                                              | Remarques |
| ------------ | --------------------------------------- | ------------------------------------- | --- | --- | --- |
| 1er GRDI     | Motorisé avec automitrailleuses         | Évreux                                | 7e régiment de chasseurs à cheval 3e centre mobilisateur de cavalerie                                               | 5e division d'infanterie motorisée                                                                        | |
| 2e GRDI      | Motorisé sans automitrailleuses         | Orléans Limoges                       | 20e régiment de dragons 5e centre mobilisateur de cavalerie 29e centre mobilisateur de cavalerie                    | 9e division d'infanterie motorisée                                                                        | |
| 3e GRDI      | Motorisé avec automitrailleuses         | Épernay                               | 9e régiment de dragons 26e centre mobilisateur de cavalerie                                                         | 12e division d’infanterie motorisée                                                                       | |
| 4e GRDI      | Motorisé avec automitrailleuses         | Vesoul                                | 11e régiment de chasseurs à cheval 7e centre mobilisateur de cavalerie                                              | 15e division d’infanterie motorisée                                                                       | |
| 5e GRDI      | Motorisé sans automitrailleuses         | Moulins Orange                        | 10e régiment de dragons 13e centre mobilisateur de cavalerie 15e centre mobilisateur de cavalerie                   | 25e Division d’Infanterie Motorisée                                                                       | |
| 6e GRDI      | Motorisé avec automitrailleuses         | Compiègne                             | 6e groupe d'automitrailleuses 2e centre mobilisateur                                                                | 3e division d’infanterie motorisée                                                                        | |
| 7e GRDI      | Motorisé avec automitrailleuses         | Saint-Omer                            | 7e groupe d'automitrailleuses 1er centre mobilisateur                                                               | 1re division d’infanterie motorisée                                                                       | |
| 8e GRDI      | Type normal                             | Moulins                               | 13e dépôt de cavalerie                                                                                              | 1er corps d'armée 3e division légère d’infanterie                                                         | |
| 11e GRDI     | Type normal                             | Saint-Omer                            | 1er centre mobilisateur                                                                                             | 2e division d’infanterie                                                                                  | |
| 12e GRDI     | Type normal                             | Compiègne                             | 2e centre mobilisateur                                                                                              | 4e division d’infanterie                                                                                  | |
| 13e GRDI     | Type normal                             | Saint-Lô                              | 3e centre mobilisateur de cavalerie                                                                                 | 6e division d’infanterie                                                                                  | |
| 14e GRDI     | Type normal                             | Compiègne                             | 13e centre mobilisateur de cavalerie                                                                                | 26e division d’infanterie                                                                                 | |
| 15e GRDI     | Type normal                             | Évreux Saint-Germain-en-Laye          | 7e régiment de chasseurs à cheval 3e centre mobilisateur de cavalerie 61e centre mobilisateur de cavalerie          | 10e division d’infanterie                                                                                 | |
| 16e GRDI     | Type normal                             | Strasbourg Lunéville                  | 3e régiment de hussards 20e centre mobilisateur de cavalerie                                                        | 11e division d’infanterie                                                                                 | |
| 17e GRDI     | Type normal                             | Vesoul Lure                           | 11e régiment de chasseurs à cheval                                                                                  | 13e division d’infanterie                                                                                 | |
| 18e GRDI     | Type normal                             | Limoges Bellac                        | 20e régiment de dragons 29e centre mobilisateur de cavalerie                                                        | 23e division d’infanterie                                                                                 | |
| 19e GRDI     | Type normal                             | Beaune                                | 8e centre mobilisateur de cavalerie                                                                                 | 16e division d'infanterie                                                                                 | |
| 20e GRDI     | Type normal                             | Lyon Vienne                           | 9e régiment de cuirassiers 14e centre mobilisateur de cavalerie                                                     | 27e division d’infanterie alpine                                                                          | |
| 21e GRDI     | Type normal                             | Limoges Dinan                         | 20e régiment de dragons 19e centre mobilisateur de cavalerie 20e centre mobilisateur de cavalerie                   | 19e division d’infanterie                                                                                 | |
| 22e GRDI     | Type normal                             | Lyon Vienne                           | 9e régiment de cuirassiers 14e centre mobilisateur de cavalerie                                                     | 28e division d’infanterie alpine                                                                          | |
| 23e GRDI     | Type normal                             | Tarbes Carcassonne                    | 2e régiment de hussards 16e centre mobilisateur de cavalerie 18e centre mobilisateur de cavalerie                   | 31e Division d’Infanterie Alpine                                                                          | |
| 24e GRDI     | Type normal                             | Pontivy                               | 11e centre mobilisateur de cavalerie                                                                                | 22e Division d’Infanterie                                                                                 | |
| 25e GRDI     | Type normal                             | Vesoul Lure                           | 11e Régiment de Chasseurs à Cheval 7e centre mobilisateur de cavalerie                                              | 14e Division d’Infanterie                                                                                 | |
| 26e GRDI     | Type normal                             | Orange Tarascon                       | 10e Régiment de Dragons 15e centre mobilisateur de cavalerie                                                        | 30e Division d’Infanterie Alpine                                                                          | |
| 27e GRDI     | Type normal                             | Limoges Pontivy                       | 20e Régiment de Dragons 11e centre mobilisateur de cavalerie 29e centre mobilisateur de cavalerie                   | 21e Division d’Infanterie                                                                                 | |
| 28e GRDI     | Type normal                             | Bellac                                | 29e centre mobilisateur de cavalerie                                                                                | 24e Division d’Infanterie                                                                                 | |
| 29e GRDI     | Type normal                             | Saintes                               | 18e centre mobilisateur de cavalerie                                                                                | 35e Division d’Infanterie                                                                                 | |
| 30e GRDI     | Type normal                             | Angers                                | 9e centre mobilisateur de cavalerie                                                                                 | 18e Division d’Infanterie                                                                                 | |
| 31e GRDI     | Type normal                             | Dinan                                 | 24e centre mobilisateur de cavalerie                                                                                | 20e Division d’Infanterie                                                                                 | |
| 32e GRDI     | Type normal renforcé d’un peloton d’AMD | Strasbourg Charmes Remiremont Obernai | 3e Régiment de Hussards Peloton 542 de gardes mobiles 20e centre mobilisateur de cavalerie                          | 43e Division d’Infanterie devenue 43e division légère d'infanterie                                        | |
| 33e GRDI     | Type normal                             | Orléans Niort                         | 5e centre mobilisateur de cavalerie 9e centre mobilisateur de cavalerie                                             | 45e Division d’Infanterie                                                                                 | |
| 34e GRDI     | Type normal                             | Orange Tarascon                       | 10e Régiment de Dragons 15e centre mobilisateur de cavalerie                                                        | 29e Division d’Infanterie                                                                                 | |
| 35e GRDI     | Type normal                             | Vesoul Lure                           | 7e centre mobilisateur de cavalerie                                                                                 | 47e Division d’Infanterie                                                                                 | |
| 36e GRDI     | Type normal                             | Saint-Lô Melun                        | 3e centre mobilisateur de cavalerie 41e centre mobilisateur de cavalerie                                            | 41e Division d’Infanterie                                                                                 | |
| 37e GRDI     | Type normal                             | Metz Épernay                          | 30e Régiment de Dragons 26e centre mobilisateur de cavalerie                                                        | 42e Division d’Infanterie                                                                                 | |
| 38e GRDI     | Type normal                             | Carcassonne Auch                      | 16e centre mobilisateur de cavalerie 17e centre mobilisateur de cavalerie                                           | 32e Division d’Infanterie 32e Division Légère d’Infanterie                                                | |
| 39e GRDI     | Type normal                             | Tarbes                                | 2e Régiment de Hussards 18e centre mobilisateur de cavalerie                                                        | 36e Division d’Infanterie                                                                                 | |
| 40e GRDI     | Type normal                             | Alençon                               | 4e centre mobilisateur de cavalerie                                                                                 | 7e Division d’Infanterie 238e Division Légère d’Infanterie                                                | |
| 41e GRDI     | Type normal                             | Lyon                                  | 14e dépôt de cavalerie                                                                                              | 44e Division d’Infanterie                                                                                 | |
| 42e GRDI     | Type normal                             | Tarascon                              | 15e centre mobilisateur de cavalerie                                                                                | 8e Division d’Infanterie                                                                                  | |
| 44e GRDI     | Type normal                             | Metz                                  | 30e Régiment de Dragons 26e centre mobilisateur de cavalerie                                                        | Région fortifiée de Metz                                                                                  | |
| 45e GRDI     | Type normal                             | Metz                                  | 30e Régiment de Dragons 26e centre mobilisateur de cavalerie                                                        | Région fortifiée de Metz                                                                                  | |
| 46e GRDI     | Type normal                             | Strasbourg Wissembourg Obernai        | 3e Régiment de Hussards 20e centre mobilisateur de cavalerie                                                        | Région fortifiée de la Lauter                                                                             | |
| 47e GRDI     | Type normal                             |                                       | Formé avec des éléments de l’ex-64e GRDI dissous le 31 mai 1940                                                     | Prévu pour la 235e Division Légère d’Infanterie finalement rattaché à la 59e Division Légère d’Infanterie | |
| 51e GRDI     | Type normal                             | Vincennes Melun                       | 21e centre mobilisateur de cavalerie 41e centre mobilisateur de cavalerie                                           | 70e Division d’Infanterie                                                                                 | |
| 52e GRDI     | Type normal                             | Auch                                  | 17e centre mobilisateur de cavalerie                                                                                | 67e Division d’Infanterie                                                                                 | |
| 53e GRDI     | Type normal                             | Carcassonne                           | 16e centre mobilisateur de cavalerie                                                                                | 66e Division d’Infanterie alpine                                                                          | |
| 54e GRDI     | Type normal                             | Tarascon Auch                         | 15e centre mobilisateur de cavalerie 17e centre mobilisateur de cavalerie                                           | 65e Division d’Infanterie alpine                                                                          | |
| 55e GRDI     | Type normal                             | Vienne                                | 14e centre mobilisateur de cavalerie                                                                                | 64e Division d’Infanterie alpine                                                                          | |
| 56e GRDI     | Type normal                             | Moulins                               | 13e centre mobilisateur de cavalerie                                                                                | 63e Division d’Infanterie                                                                                 | |
| 57e GRDI     | Type normal                             | Bellac                                | 29e centre mobilisateur de cavalerie                                                                                | 62e Division d’Infanterie                                                                                 | |
| 59e GRDI     | Type normal                             | Auch                                  | 12e Régiment de Chasseurs à Cheval 17e dépôt de cavalerie                                                           | 68e Division d’Infanterie                                                                                 | |
| 60e GRDI     | Type normal                             | Caen Melun                            | 3e centre mobilisateur de cavalerie 41e centre mobilisateur de cavalerie                                            | 71e Division d’Infanterie                                                                                 | |
| 61e GRDI     | Type normal                             | Beaune                                | 8e centre mobilisateur de cavalerie                                                                                 | 58e Division d’Infanterie                                                                                 | |
| 62e GRDI     | Type normal                             | Lure Niort                            | 7e centre mobilisateur de cavalerie 9e centre mobilisateur de cavalerie                                             | 57e Division d’Infanterie                                                                                 | |
| 63e GRDI     | Type normal                             | Caen Épernay                          | 3e centre mobilisateur de cavalerie 26e centre mobilisateur de cavalerie                                            | 56e Division d’Infanterie                                                                                 | |
| 64e GRDI     | Type normal                             | Orléans                               | 5e centre mobilisateur de cavalerie                                                                                 | 55e Division d’Infanterie 59e Division Légère d’Infanterie                                                | |
| 65e GRDI     | Type normal                             | Alençon                               | 4e centre mobilisateur de cavalerie                                                                                 | 54e Division d’Infanterie                                                                                 | |
| 66e GRDI     | Type normal                             | Évreux Saint-Lô                       | 7e Régiment de Chasseurs à Cheval 3e centre mobilisateur de cavalerie                                               | 53e Division d’Infanterie 53e Division Légère d’Infanterie                                                | |
| 68e GRDI     | Type normal                             | Dinan                                 | 24e centre mobilisateur de cavalerie                                                                                | 60e Division d’Infanterie                                                                                 | |
| 70e GRDI     | Type normal                             | Saint-Omer                            | 1er centre mobilisateur de cavalerie                                                                                | 51e Division d’Infanterie                                                                                 | |
| 71e GRDI     | Type normal                             | Tarbes Saintes                        | 2e Régiment de Hussards 18e centre mobilisateur de cavalerie                                                        | 1re Division d’Infanterie Coloniale                                                                       | |
| 72e GRDI     | Type normal                             | Tarascon Orange                       | 10e Régiment de Dragons 15e centre mobilisateur de cavalerie                                                        | 2e Division d’Infanterie Coloniale 2e Division Légère d’Infanterie Coloniale                              | |
| 73e GRDI     | Type normal                             | Évreux Saint-Germain-en-Laye          | 7e Régiment de Chasseurs à Cheval 3e centre mobilisateur de cavalerie 61e centre mobilisateur de cavalerie          | 3e Division d’Infanterie Coloniale                                                                        | |
| 74e GRDI     | Type normal                             | Tarbes Montauban                      | 2e Régiment de Hussards 17e centre mobilisateur de cavalerie 18e centre mobilisateur de cavalerie                   | 4e Division d’Infanterie Coloniale                                                                        | |
| 75e GRDI     | Type normal                             | Carcassonne Montauban                 | 16e centre mobilisateur de cavalerie 17e centre mobilisateur de cavalerie                                           | 5e Division d’Infanterie Coloniale                                                                        | |
| 76e GRDI     | Type normal                             | Angers                                | 9e centre mobilisateur de cavalerie                                                                                 | 6e Division d’Infanterie Coloniale                                                                        | |
| 77e GRDI     | Type normal                             | Montauban                             | 17e centre mobilisateur de cavalerie                                                                                | 7e Division d’Infanterie Coloniale                                                                        | |
| 78e GRDI     | Type normal                             | Vincennes Rambouillet                 | 21e centre mobilisateur de cavalerie                                                                                | 8e Division d’Infanterie Coloniale 8e division légère d’infanterie coloniale                              | |
| 80e GRDI     | Type Nord-Afrique                       | Rabat Saintes                         | 3e régiment de spahis marocains 18e centre mobilisateur de cavalerie                                                | 1re division d’infanterie marocaine 237e Division Légère d’Infanterie                                     | |
| 81e GRDI     | Type Outre-mer Nord-Afrique             | Médéa Niort                           | 1er Régiment de Spahis Algériens 1er centre mobilisateur de cavalerie d’Afrique 9e centre mobilisateur de cavalerie | 81e Division d’Infanterie d'Afrique                                                                       | |
| 82e GRDI     | Type Nord-Afrique                       | Tlemcen Orléans                       | 2e Régiment de Spahis Algériens 2e centre mobilisateur de cavalerie d’Afrique 5e centre mobilisateur de cavalerie   | 82e Division d’Infanterie d'Afrique                                                                       | |
| 83e GRDI     | Type Outre-mer Nord-Afrique             | Batna                                 | 3e Régiment de Spahis Algériens 3e centre mobilisateur de cavalerie d’Afrique                                       | 83e Division d’Infanterie d'Afrique                                                                       | |
| 84e GRDI     | Type Outre-mer Nord-Afrique             | Tunis                                 | 4e Régiment de Spahis Tunisiens 4e centre mobilisateur de cavalerie d’Afrique                                       | 88e Division d’Infanterie d'Afrique 84e Division d’Infanterie Algérienne                                  | |
| 84e GRDI     | Type Normal                             | Tarascon                              | 13e centre mobilisateur de cavalerie                                                                                | 8e Division d’Infanterie 42e GRDI                                                                         | devient 98e GRDI |
| 85e GRDI     | Type Normal                             | Médéa Djelfa                          | 1er Régiment de Spahis Algériens 1er centre mobilisateur de cavalerie d’Afrique                                     | 85e Division d’Infanterie d'Afrique                                                                       | |
| 85e GRDI     | Type Normal                             | Moulins                               | 13e centre mobilisateur de cavalerie                                                                                | Prévu pour la 85e Division d’Infanterie d'Afrique                                                         | Passé au 8e GRDI |
| 86e GRDI     | Type Outre-mer Nord-Afrique             | Fès                                   | 8e Régiment de Spahis Algériens 8e Régiment de Chasseurs d’Afrique Centre mobilisateur de cavalerie d’Afrique       | 86e Division d’Infanterie d'Afrique                                                                       | |
| 86e GRDI     | Type Normal                             | Médéa Djelfa                          | 16e centre mobilisateur de cavalerie                                                                                | Passé au 87e GRDI                                                                                         | |
| 87e GRDI     | Type Normal Nord-Afrique                | El Batan Tébessa Carcassonne          | 3e centre mobilisateur de cavalerie d’Afrique 16e dépôt de cavalerie                                                | 87e Division d’Infanterie d'Afrique                                                                       | |
| 88e GRDI     | Type Outre-mer Nord-Afrique             | Sfax                                  | 4e Régiment de Spahis Tunisiens 1er Régiment Étranger de Cavalerie 8e centre mobilisateur de cavalerie d’Afrique    | 84e Division d’Infanterie d'Afrique 88e Division d’Infanterie d'Afrique                                   | |
| 89e GRDI     | Type Outre-mer Nord-Afrique             | Meknès                                | 3e Régiment de Spahis Marocains 1er Régiment de Chasseurs d’Afrique Centre mobilisateur de cavalerie d’Afrique      | 3e Division d’Infanterie Marocaine                                                                        | |
| 91e GRDI     | Type Normal                             | Lyon Vienne                           | 9e Régiment de Cuirassiers 14e centre mobilisateur de cavalerie                                                     | 1re Division d’Infanterie Nord-Africaine                                                                  | |
| 92e GRDI     | Type Normal                             | Épernay                               | 9e Régiment de Dragons 26e centre mobilisateur de cavalerie                                                         | 2e Division d’Infanterie Nord-Africaine                                                                   | |
| 93e GRDI     | Type Normal                             | Limoges                               | 20e Régiment de Dragons 29e centre mobilisateur de cavalerie                                                        | 3e Division d’Infanterie Nord-Africaine                                                                   | |
| 94e GRDI     | Type Normal                             | Strasbourg Baccarat                   | 3e Régiment de Hussards 20e centre mobilisateur de cavalerie                                                        | 4e Division d’Infanterie Nord-Africaine                                                                   | |
| 95e GRDI     | Type Normal                             | Vienne                                | 14e Centre Mobilisateur de Cavalerie                                                                                | 5e Division d’Infanterie Nord-Africaine 1re Division Légère d’Infanterie Nord-Africaine                   | |
| 96e GRDI     | Type Normal                             | Angers Niort                          | 9e dépôt de Cavalerie                                                                                               | 6e Division d’Infanterie Nord-Africaine                                                                   | |
| 97e GRDI     | Type Normal                             | Sousse Sidi Bel Abbès                 | 1er Régiment Étranger de Cavalerie 2e Régiment Étranger de Cavalerie Dépôt des régiments Étrangers                  | 7e Division d’Infanterie Nord-Africaine                                                                   | |
| 98e GRDI     | Type Normal                             | Tarascon                              | 13e centre mobilisateur de cavalerie                                                                                | 42e GRDI                                                                                                  | |
| 121e GRDI    | Type Réduit                             | Évreux                                | 3e dépôt de cavalerie                                                                                               | 17e Division Légère d’Infanterie Xe armée                                                                 | |
| 122e GRDI    | Type Réduit                             | Angers Montlhéry                      | 9e dépôt de Cavalerie COMAM                                                                                         | 241e Division Légère d’Infanterie VIIe armée                                                              | |
| 123e GRDI    | Type Réduit                             | Pontivy Montlhéry                     | 11e dépôt de cavalerie COMAM                                                                                        | 236e division légère d'infanterie Xe armée                                                                | |
| 124e GRDI    | Type Réduit                             | Orléans Montlhéry                     | 5e dépôt de cavalerie COMAM                                                                                         | 237e Division Légère d’Infanterie VIe armée                                                               | |
| 125e GRDI    | Type Réduit                             | Évreux Montlhéry                      | 3e Dépôt de Cavalerie COMAM                                                                                         | 9e Division d’Infanterie Coloniale (non formée) 241e Division Légère d’Infanterie                         | |
| 126e GRDI    | Type Réduit                             | Baccarat Montlhéry                    | 40e Dépôt de Cavalerie COMAM                                                                                        | Xe armée                                                                                                  | |
| 127e GRDI    | Type Réduit                             | Montlhéry                             | COMAM | 3e Corps d’Armée 237e Division Légère d’Infanterie                                                        | |
| 128e GRDI    | Type Réduit                             | Montlhéry                             | COMAM | 3e Division Légère de Cavalerie                                                                           | |
| 129e GRDI    | Type Réduit                             | Montlhéry                             | COMAM | 239e Division Légère d’Infanterie                                                                         | |
| 131e GRDI    |                                         |                                       | 7e Régiment de Dragons Portés                                                                                       | 1re Division Cuirassée                                                                                    | Jamais créé par suite de l'offensive allemande                                                                                                  |
| 132e GRDI    |                                         |                                       | 7e Régiment de Dragons Portés                                                                                       | 2e Division Cuirassée                                                                                     | Jamais créé par suite de l'offensive allemande                                                                                                  |
| 133e GRDI    |                                         |                                       | 7e Régiment de Dragons Portés                                                                                       | 3e Division Cuirassée                                                                                     | Jamais créé par suite de l'offensive allemande                                                                                                  |
| 180e GRDI    | Type Outre-mer                          | Sousse                                | 4e dépôt de cavalerie d’Afrique 1er Régiment Étranger de Cavalerie                                                  | 180e Division d’Infanterie d’Afrique                                                                      | Devient le 97e GRDI |
| 180ebis GRDI | Type Outre-mer                          | Tlemcen                               | 2e dépôt de cavalerie d’Afrique Dépôt du 2e Régiment de Spahis Algériens                                            | 180e Division d’Infanterie d’Afrique                                                                      | |
| 181e GRDI    | Type Outre-mer réduit                   | Tlemcen                               | 2e dépôt de cavalerie d’Afrique Dépôt du 5e régiment de chasseurs d’Afrique                                         | 181e Division d’Infanterie d’Afrique                                                                      | |
| 182e GRDI    | Type Outre-mer réduit                   | Tlemcen                               | 2e dépôt de cavalerie d’Afrique Dépôt du 2e régiment de chasseurs d’Afrique                                         | 182e Division d’Infanterie d’Afrique                                                                      | |
| 183e GRDI    | Type Outre-mer réduit                   | Batna                                 | 3e dépôt de cavalerie d’Afrique Dépôt du 3e régiment de chasseurs d’Afrique                                         | 183e Division d’Infanterie d’Afrique                                                                      | |
| 191e GRDI    | Type spécial Levant                     | Alep                                  | Dépôt de cavalerie Dépôt du 1er régiment de spahis marocains                                                        | 191e Division d’Infanterie                                                                                | Le 1er juillet 1940, 50 spahis à cheval du 1er régiment de spahis commandé par le capitaine Paul Jourdier rejoignent la France libre en Égypte. |
| 192e GRDI    | Type spécial Levant                     | Alep                                  | Dépôt de cavalerie Dépôt du 1er régiment de spahis marocains                                                        | 192e division d’infanterie                                                                                | Le 1er juillet 1940, 50 spahis à cheval du 1er régiment de spahis commandé par le capitaine Paul Jourdier rejoignent la France libre en Égypte. |